# Cerinthe gymnandra
La palomera (Cerinthe gymnandra) es una planta de la familia de las boragináceas.

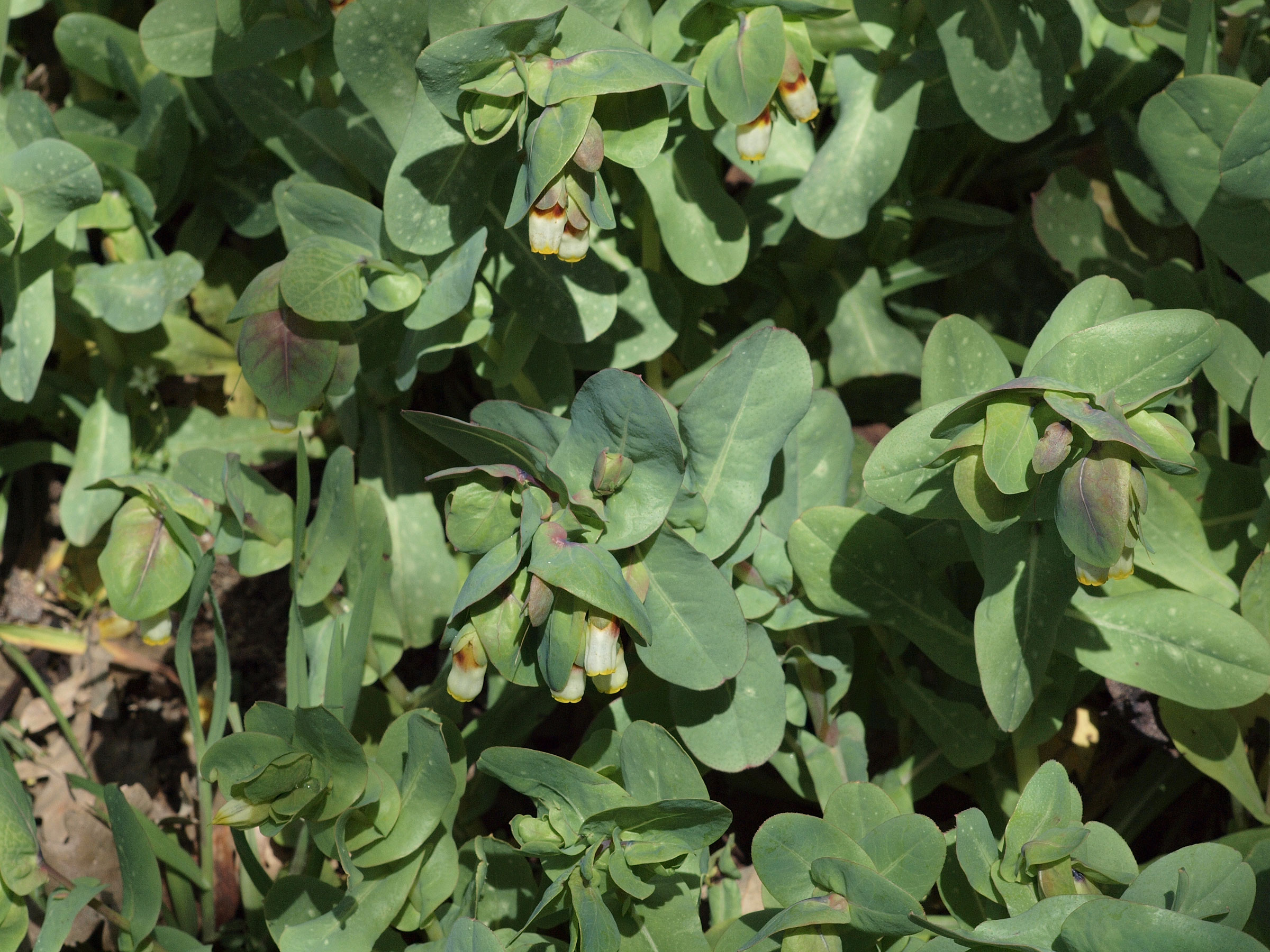
Vista de la planta

## Descripción
Hierba anual ramificada y erecta de hasta 40-50 cm es una precursora común de la primavera. Las hojas, lampiñas, son de textura ligeramente carnosa. De color azul verdoso, a menudo se encuentran moteadas de manchas blancas y pequeños tubérculos. Tiene los márgenes muy finamente denticulados. Las flores colgantes y de forma tubular, son de color blanco con una banda amarilla y suelen nacer a pares.

## Distribución y hábitat
En la península ibérica y Menorca. Es una especie de los bordes de los caminos y campos, prados nitrófilos, terrenos baldíos y pinares abiertos sobre suelos arenosos.

## Taxonomía
Cerinthe minor fue descrita  por Guglielmo Gasparrini  y publicado en Rendiconto Reale Accad. Sci. Fis. 1: 72 1863.
Citología
Número de cromosomas de Cerinthe gymnandra (Fam. Boraginaceae) y táxones infraespecíficos: 2n=16
Sinonimia
- Cerinthe major subsp. gymnandra (Gasp.) Rouy[5]

## Nombre común
- Castellano: ceriflor, chupamiel.[6]